# Ona de Mach

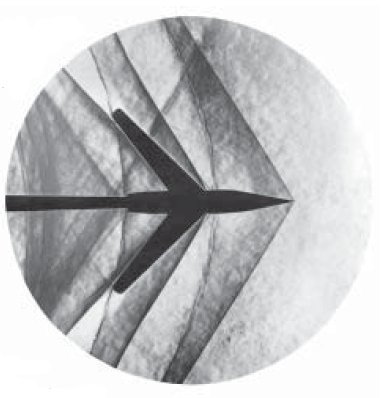
Schlieren Fotografia d'un xoc subjectat en un cos supersònic de nas-agut. Un angle de Mach agut, mostra que el cos supera Mach 1. L'angle de Mach ~59 graus indica una velocitat de +/- Mach 1.17.

En dinàmica de fluids, una ona de Mach és una ona de pressió que viatja a la velocitat del so causada per un lleuger canvi de pressió afegida a un flux compressible. Aquestes ones dèbils es poden combinar en un flux supersònic per esdevenir una ona de xoc si hi ha suficients ones de Mach en algun lloc. Aquesta ona de xoc s'anomena tija de Mach o front de Mach. Per tant, és possible tenir compressió o expansió sense xoc en un flux supersònic tenint com a conseqüència la producció d'ones de Mach suficientment espaiades (compressió isentròpica en fluxos supersònics). Una ona de Mach és el límit feble d'una ona de xoc obliqua (un xoc normal és l'altre límit).

## Angle de Mach
Una ona de Mach es propaga a través del flux al Angle de Mach μ, que és l'angle format entre el front d'ona de Mach i un vector que es troba enfront del vector de moviment.
Ve donat per:
{\displaystyle \mu =\arcsin \left({\frac {1}{M}}\right)}
On M és el Nombre de Mach.
Les ones de Mach poden ser utilitzades en observacions schlieren o shadowgraph per poder determinar el nombre de Mach local del flux. Ernst Mach en les seves primeres observacions va utilitzar solcs en la paret d'un duct per produir ones Mach en el seu interior, el qual era llavors fotografiat pel mètode Schlieren, per tal d'obtenir dades sobre el flux en les toveres i els ducts. Els angles de Mach poden també ocasionalment ser visualitzats fora de la seva condensació dins l'aire, per exemple els cons de vapor al voltant d'aeronaus durant vol ultrasònic.